# Paul Lalloz
Alphonse Paul Lalloz né à Fresse (Haute-Saône) le 23 mai 1908 et mort à Paris 12e le 19 avril 1961, est un acteur de théâtre et cinéma et un doubleur de films français.
Il est connu pour son rôle de Cartouche dans le film de Jacques Daroy Cartouche

## Théâtre
- 1926 : Le Cœur ébloui de Lucien Descaves, mise en scène Aurélien Lugné-Poe
- 1930 : Made in England de Jean de Létraz, mise en scène Pierre Juvenet
- 1932 : Prenez garde à la peinture de René Fauchois, mise en scène Pierre Juvenet
- 1933 : Le Messager de Henri Bernstein
- 1933 : Mandarine de  Jean Anouilh

## Filmographie

### Comme acteur
- 1934 : Cartouche de Jacques Daroy : Cartouche
- 1935 : Paris mes amours de Lucien Blondeau : Moineau
- 1951 : L'Agonie des aigles de Jean Alden-Delos.

### Comme doubleur
- 1934 : L'Héritage du chercheur d'or de Robert N. Bradbury
- 1944 : Le Bal des sirènes de George Sidney
- 1944 : L'Odyssée du docteur Wassell de Cecil B. DeMille
- 1946 : Le Grand sommeil de Howard Hawks
- 1946 : Les Tueurs de Robert Siodmak
- 1948 : Far West 89 de Ray Enright
- 1948 : L'Homme aux abois de Byron Haskin
- 1948 : La Rivière d'argent de Raoul Walsh
- 1949 : La Fille du désert de Raoul Walsh
- 1949 : Un homme change son destin de Sam Wood
- 1949 : Nous avons gagné ce soir de Robert Wise
- 1950 : Midi, gare centrale de Rudolph Maté
- 1950 : Francis, le mulet qui parle d'Arthur Lubin
- 1950 : Le Dénonciateur de Mitchell Leisen
- 1950 : Dallas, ville frontière de Stuart Heisler
- 1950 : Winchester '73 de Anthony Mann
- 1954 : Sabrina de Billy Wilder
- 1954 : Chevauchée avec le diable de Jesse Hibbs
- 1955 : La Muraille d'or de Joseph Pevney
- 1956 : Coup de fouet en retour de John Sturges